# 541
سنة 541 م (بالأرقام الرومانية: DXLI) كانت سنة بسيطة تبدأ يوم الثلاثاء (الرابط يظهر نموذج الجدول الزمني الكامل للسنة) من التقويم اليولياني. بدأت تسمية السنة ب541 منذ العصور الوسطى المبكرة، عندما أصبح تقويم أنو دوميني هو الأسلوب السائد في أوروبا لتسمية السنوات.

## أحداث
- بداية حرب لازيك في 541 والتي انتهت في 562.